# Ryan David Jahn
Pour les articles homonymes, voir Jahn.
Œuvres principales
- De bons voisins
- Emergency 911
- Le Dernier Lendemain

Ryan David Jahn, né en 1979 en Arizona, est un écrivain et scénariste américain.

## Œuvres

### Romans
- De bons voisins[1], Actes Sud, coll. « Actes noirs », 2011 ((en) Acts of Violence[2], 2009), trad. Simon Baril, 269 p.  (ISBN 978-2-330-00229-9)Réédition Actes Sud, coll. « Babel noir » no 86, 2013, 288 p. (ISBN 978-2-330-01866-5)
- (en) Low Life, 2010
- Emergency 911[3], Actes Sud, coll. « Actes noirs », 2013 ((en) The Dispatcher, 2011), trad. Simon Baril, 330 p.  (ISBN 978-2-330-01421-6)Réédition Actes Sud, coll. « Babel noir » no 113, 2014, 402 p. (ISBN 978-2-330-02868-8)
- Le Dernier Lendemain, Actes Sud, coll. « Actes noirs », 2014 ((en) The Last Tomorrow, 2012), trad. Vincent Hugon, 384 p.  (ISBN 978-2-330-03039-1)Réédition Actes Sud, coll. « Babel noir » no 172, 2017, 512 p. (ISBN 978-2-330-07268-1)
- La Tendresse de l'assassin, Actes Sud, coll. « Actes noirs », 2016 ((en) The Gentle Assassin, 2014), trad. Vincent Hugon, 272 p.  (ISBN 978-2-330-06421-1)Réédition Actes Sud, coll. « Babel noir » no 226, 2019, 272 p. (ISBN 978-2-330-12045-0)
- (en) Dark Hours, 2015
- (en) The Breakout, 2017